# Wereldkampioenschappen zwemmen 2017 – 4×100 meter wisselslag vrouwen
De 4×100 meter wisselslag voor vrouwen op de wereldkampioenschappen zwemmen 2017 in Boedapest vond plaats op 30 juli 2017. Na afloop van de series kwalificeerden de acht snelste ploegen zich voor de finale.

## Records
Voorafgaand aan het toernooi waren dit het wereldrecord en het kampioenschapsrecord
| Wereldrecord         | Verenigde Staten Missy Franklin Rebecca Soni Dana Vollmer Allison Schmitt | 3.52,05 | Londen | 4 augustus 2012 |
| Kampioenschapsrecord | China Zhao Jing Chen Huijia Jiao Liuyang Li Zhesi                         | 3.52,19 | Rome   | 1 augustus 2009 |

## Uitslagen

### Series
| Rang | Serie | Baan | Land                | Namen | Tijd    | Bijz. |
| ---- | ----- | ---- | ------------------- | --- | ------- | ----- |
| 1    | 2     | 4    | Verenigde Staten    | Olivia Smoliga (59.52) Katie Meili (1:05.17) Sarah Gibson (58.36) Mallory Comerford (52.90)                      | 3:55.95 | Q     |
| 2    | 2     | 5    | China               | Fu Yuanhui (1:00.04) Shi Jinglin (1:06.55) Zhang Yufei (57.50) Zhu Menghui (53.03)                               | 3:57.12 | Q     |
| 3    | 1     | 5    | Canada              | Kylie Masse (58.86) Kierra Smith (1:07.20) Rebecca Smith (57.75) Sandrine Mainville (53.36)                      | 3:57.17 | Q     |
| 4    | 2     | 3    | Rusland             | Anastasia Fesikova (59.61) Natalja Ivanejeva (1:06.89) Svetlana Tsjimrova (57.62) Veronika Popova (53.41)        | 3:57.53 | Q     |
| 5    | 1     | 4    | Australië           | Holly Barratt (59.68) Jessica Hansen (1:07.10) Brianna Throssell (58.52) Shayna Jack (53.44)                     | 3:58.74 | Q     |
| 6    | 2     | 6    | Italië              | Margherita Panziera (1:01.04) Arianna Castiglioni (1:06.99) Ilaria Bianchi (57.56) Federica Pellegrini (54.44)   | 4:00.03 | Q     |
| 7    | 2     | 8    | Zweden              | Ida Lindborg (1:01.24) Sophie Hansson (1:08.62) Louise Hansson (58.29) Michelle Coleman (53.29)                  | 4:01.44 | Q     |
| 8    | 1     | 3    | Verenigd Koninkrijk | Georgia Davies (1:00.23) Sarah Vasey (1:07.96) Alys Thomas (59.84) Freya Anderson (53.75)                        | 4:01.78 | Q     |
| 9    | 2     | 2    | Tsjechië            | Simona Baumrtová (1:00.13) Martina Moravčíková (1:07.76) Lucie Svěcená (59.18) Anna Kolářová (55.16)             | 4:02.23 |       |
| 10   | 1     | 2    | Hongarije           | Katalin Burián (1:00.62) Anna Sztankovics (1:08.75) Liliána Szilágyi (58.32) Flóra Molnár (55.39)                | 4:03.08 |       |
| 11   | 1     | 8    | Finland             | Mimosa Jallow (1:01.43) Jenna Laukkanen (1:07.06) Kaisla Kollanus (1:02.43) Lotta Nevalainen (55.46)             | 4:06.38 |       |
| 12   | 2     | 1    | Nieuw-Zeeland       | Bobbi Gichard (1:01.63) Natasha Lloyd (1:09.35) Helena Gasson (1:00.31) Gabrielle Fa'amausili (55.80)            | 4:07.09 |       |
| 13   | 1     | 6    | Hongkong            | Claudia Lau (1:02.56) Siobhan Haughey (1:07.62) Chan Kin Lok (1:00.22) Sze Hang Yu (57.00)                       | 4:07.40 |       |
| 14   | 1     | 7    | Israël              | Andrea Murez (1:02.45) Amit Ivry (1:11.27) Keren Siebner (59.65) Zohar Shikler (56.98)                           | 4:10.35 |       |
| 15   | 1     | 1    | Slowakije           | Karolina Hájková (1:03.57) Andrea Podmaníková (1:10.86) Barbora Mišendová (1:01.62) Katarína Listopadová (55.98) | 4:12.03 |       |
| 16   | 2     | 0    | Mexico              | Fernanda González (1:02.25) Esther González (1:10.86) María José Mata (1:02.41) Liliana Ibáñez (56.52)           | 4:12.04 |       |
| 17   | 2     | 7    | Zuid-Afrika         | Samantha Randle (1:05.85) Kaylene Corbett (1:10.65) Erin Gallagher (1:01.58) Emma Chellius (57.39)               | 4:15.47 |       |

### Finale
| Rang   | Baan | Namen | Land                | Tijd    | Bijz. |
| ------ | ---- | --- | ------------------- | ------- | ----- |
| Goud   | 4    | Kathleen Baker (58.54) Lilly King (1:04.48) Kelsi Worrell (56.30) Simone Manuel (52.23)                        | Verenigde Staten    | 3.51,55 | WR    |
| Zilver | 6    | Anastasia Fesikova (58.96) Joelia Jefimova (1:04.03) Svetlana Tsjimrova (56.99) Veronika Popova (53.40)        | Rusland             | 3.53,38 | ER    |
| Brons  | 2    | Emily Seebohm (58.53) Taylor McKeown (1:06.29) Emma McKeon (56.78) Bronte Campbell (52.69)                     | Australië           | 3.54,29 |       |
| 4      | 3    | Kylie Masse (58.31) Kierra Smith (1:06.57) Penny Oleksiak (56.90) Chantal Van Landeghem (53.08)                | Canada              | 3.54,86 |       |
| 5      | 1    | Ida Lindborg (1:01.56) Jennie Johansson (1:05.76) Sarah Sjöström (55.03) Michelle Coleman (52.93)              | Zweden              | 3.55,28 |       |
| 6      | 5    | Fu Yuanhui (1:00.52) Shi Jinglin (1:06.16) Zhang Yufei (57.39) Zhu Menghui (53.62)                             | China               | 3.57,69 |       |
| 7      | 8    | Kathleen Dawson (1:00.24) Sarah Vasey (1:07.06) Charlotte Atkinson (58.29) Freya Anderson (53.92)              | Verenigd Koninkrijk | 3.59,51 |       |
| 8      | 7    | Margherita Panziera (1:01.12) Arianna Castiglioni (1:06.55) Ilaria Bianchi (57.64) Federica Pellegrini (54.67) | Italië              | 3.59,98 |       |